# Jimmy Boyd (futbolista)
Jimmy Boyd (*Glasgow, Escocia 29 de abril de 1907 † 1991) fue un futbolista escocés. Se desempeñaba en posición de centrocampista.

## Selección nacional
Fue internacional con la selección de fútbol de Escocia en una ocasión en 1934.

## Clubes
| Club          | País       | Temporada         |
| ------------- | ---------- | ----------------- |
| St Bernard's  | Escocia    | 1924/25           |
| Newcastle     | Inglaterra | 1925/26 - 1934/35 |
| Derby County  | Inglaterra | 1934/35 - 1936/37 |
| Bury          | Inglaterra | 1936/37           |
| Dundee United | Escocia    | 1937/38           |
| Grimsby Town  | Inglaterra | 1938/39 - 1946/47 |

## Palmarés

### Campeonatos nacionales
| Título | Club      | País       | Año  |
| ------ | --------- | ---------- | ---- |
| FA Cup | Newcastle | Inglaterra | 1932 |